# José Luis Sánchez Paraíso
José Luis Sánchez Paraíso (Lagunilla, Salamanca, 21 de julio de 1942-Salamanca, 18 de julio de 2017) fue un atleta español 72 veces internacional. Participó en tres Juegos Olímpicos, tres Campeonatos de Europa, tres Campeonatos de Europa en Pista Cubierta y cuatro Juegos del Mediterráneo. Además, fue campeón europeo de la FICEP.
El martes 18 de julio de 2017, a la edad de 74 años, apareció muerto en un garaje de la calle de Guatemala, en Salamanca, por circunstancias desconocidas.
Formó parte de la (extinta) sección de Atletismo de la Unión Deportiva Salamanca.
La ciudad de Salamanca dedicó en 2002 al velocista olímpico la instalación Pabellón Multiusos Sánchez Paraíso, con capacidad para 5000 espectadores.

## Historial deportivo

### Participación en los Juegos Olímpicos
Resultados de las tres participaciones en Juegos Olímpicos:
- XIX JJ. OO. México 1968: Puesto 7º en Primera Ronda de 100 metros Hombres con un tiempo de 10.69 segundos.
- XX JJ. OO. Munich 1972: Retirado en la Primera Ronda de 4 x 100 metros Hombres, junto a sus compañeros Manuel Carballo, Francesco García y Luis Sarria.
- XXI JJ. OO. Montreal 1976: Descalificado en la semifinal de 4 x 100 metros Hombres, junto a sus compañeros Luis Sarriá, Francisco García López, Javier Martínez.

### Campeonatos de España

#### 100 metros
Subió 17 veces al podio de esta prueba en los campeonatos de España.
- Ocho veces[4]campeón de España en los años 1963 (11.0 s),1964 (10.6 s),1965 (10.6 s),1966 (10.7 s),1971 (10.4 s),1972 (10.6 s),1973 (10.5 s),1979 (10.60 s).
- Cuatro veces subcampeón en los años 1962-74-75 y 1976.[5]
- Cinco veces tercero en los años 1961-67-68-69 y 1977.[5]

#### 200 metros
Subió un total de ocho veces al pódium en esta prueba en los campeonatos de España.
- Fue cuatro veces[6] campeón de España: en los años 1962 (22.2 s), 1964 (21.7 s), 1965 (22.0 s), 1966 (21.6 s).
- Una vez subcampeón (1968).[5]
- Tres veces tercero (1961-63 y 1975).[5]

## Mejores marcas
José Luis Sánchez Paraíso batió o igualó el récord de España en 48 ocasiones, en las distancias de 100, 200 y 4 x 100 metros. Sus mejores marcas, todas ellas récord de España en su momento, fueron:
- 100 m lisos eléctrico - 10.69 s (México DF, 13 de octubre de 1968)
- 100 m lisos manual - 10.3 s (9 veces entre 1970 y 1977)
- 200 m lisos manual - 21.3 s (3 veces en 1966)
- 200 m lisos eléctrico - 21.60 s (Helsinki, 12 de agosto de 1971)
- 4 x 100 m manual - 39.7 s (Viareggio, 10 de agosto de 1972)
- 4 x 100 m eléctrico - 39.55 s (Zúrich, 10 de julio de 1976)

## Honores
El 21 de diciembre de 2002 se inauguró, en Salamanca, el Pabellón Multiusos Sánchez Paraíso.
Su localidad natal, Lagunilla, le dedicó una calle pocos meses después de su muerte en 2017.